# Lobu Hole
Lobu Hole is een bestuurslaag in het regentschap Toba Samosir van de provincie Noord-Sumatra, Indonesië. Lobu Hole telt 568 inwoners (volkstelling 2010).